# Георгіцень
Георгіцень, Георгіцені (рум. Gheorghițeni) — село у повіті Сучава в Румунії. Входить до складу комуни Дорна-Арінь.
Село розташоване на відстані 329 км на північ від Бухареста, 69 км на південний захід від Сучави.

## Населення
За даними перепису населення 2002 року у селі проживали 303 особи, усі — румуни. Усі жителі села рідною мовою назвали румунську.